# Microbatrachella capensis
Microbatrachella capensis är en groddjursart som först beskrevs av George Albert Boulenger 1910.  Microbatrachella capensis ingår i släktet Microbatrachella och familjen Pyxicephalidae. IUCN kategoriserar arten globalt som akut hotad. Inga underarter finns listade i Catalogue of Life.